# Gavino Manca
Gavino Manca (Sassari, 30 agosto 1970) è un politico italiano, deputato della XVIII legislatura per il Partito Democratico.

## Biografia
Nel 1994 inizia la sua attività politica con il Patto Segni e alle elezioni amministrative del 1995 è eletto consigliere comunale di Sassari, è poi riconfermato nel 2000 in una lista civica. 
Passato a La Margherita, alle elezioni regionali in Sardegna del 2004 è eletto consigliere regionale per la provincia di Sassari. In seguito aderisce al Partito Democratico, nelle cui liste viene rieletto in Consiglio Regionale nel 2009 e nel 2014, nell'ultima legislatura diviene presidente della commissione lavoro.
Alle elezioni politiche del 2013 è candidato alla Camera nelle liste del Partito Democratico per la circoscrizione Sardegna, ma è il primo dei non eletti.
Alle successive elezioni politiche del 2018 viene ricandidato dal PD alla Camera nel collegio plurinominale Sardegna - 02, risultando eletto. Si dimette successivamente il 19 aprile dello stesso anno dal Consiglio regionale.
In vista delle elezioni primarie del PD del 2019 sostiene la mozione del segretario uscente Maurizio Martina, ex ministro delle politiche agricole nei governi Renzi e Gentiloni e rappresentante l'area "filo-renziana" del partito, che risulterà perdente arrivando secondo con il 22% dei voti dietro a Nicola Zingaretti (66%).
Alle elezioni politiche del 2022 viene candidato al Senato per la coalizione di centrosinistra (in quota PD) nel collegio uninominale Sardegna - 02 (Sassari), dove ottiene il 26,92%, venendo sconfitto dal candidato del centrodestra Marcello Pera (41,37%) e non risultando eletto.